# Слесинджер, Тесс
Тереза «Тесс» Сле́синджер (англ. Theresa «Tess» Slesinger; 16 июля 1905, Нью-Йорк, Нью-Йорк, США — 21 февраля 1945, Лос-Анджелес, Калифорния, США) — американская писательница и сценаристка. Была посмертно номинирована на премию «Оскар» (1946) в номинации «Лучший адаптированный сценарий» за фильм «Дерево растёт в Бруклине» (1945).

## Биография и карьера
Тереза Слесинджер родилась 16 июля 1905 года в Нью-Йорке (штат Нью-Йорк, США), став четвёртым ребёнком в еврейское семье Энтони Слесинджера, венгерского производителя одежды, и Августы Слесинджер (в девичестве Сингер), социального работника, которая позже (после 1931 года) стала выдающимся психоаналитиком. У неё было три старших брата, включая Стивена Слесинджера, позже создателя Red Ryder. Она получила образование в Школе этической культуры Fieldston с сентября 1912 года по июнь 1922 года, в Суортмор-колледже и Школе журналистики Колумбийского университета в Нью-Йорке.
В декабре 1932 года журнал Story Magazine опубликовал свой короткий рассказ «Миссис Флиндерс», основанный на собственном опыте Слесинджер по поводу абортов, и, возможно, стал первым рассказом, появившимся в крупномасштабном периодическом издании, в котором подробно освещалась эта тема. Воодушевлённая на расширение истории, Слесинджер включила его в качестве последней главы своего единственного романа «Бесхозный» (1934). Роман также является сатирой нью-йоркской левой среды, в которой она тогда жила. В позднем издании романа он описывается как «режущая комедия о трудных временах, плохой работе, паршивых браках, маленьких журналах, высоких принципах и следующих утрах» с «группой актёров, мирян, лотариев, академических активистов и одетых в меха покровителей протеста и искусства». Она помогла создать Гильдию сценаристов в 1933 году.
Её первым мужем был Герберт Солоу, редактор журнала «Менора». Они поженились в июне 1927 года, но вскоре развелись. Она переехала в Калифорнию в 1935 году и 29 марта 1936 года вышла замуж за своего второго мужа, сценариста Фрэнка Дэвиса. В браке с Дэвисом у неё родилось двое детей: сын Питер Фрэнк Дэвис (род. 02.01.1937), который является сценаристом и режиссёром оскароносного документального фильма «Сердца и мысли» (1974), и дочь Джейн Дэвис, специалист по здоровью и телу.
Слесинджер была ответственна за сценарии, среди прочего, «Благословенная земля» (1937) и, в конце своей жизни, она адаптировала «Дерево растёт в Бруклине» (1945) с Дэвисом, который принёс им номинации на «Оскар» за «Лучший сценарий» — сама Слесинджер была номинирована посмертно.
В эпоху Народного фронта Слесинджер была сторонником коммунистической партии. Её имя было среди тех, кто был включён в письмо, осуждающее расследование московских процессов Комиссией Дьюи, и она также поддержала инициированный КП призыв к проведению Конгресса американских писателей в 1939 году. Поддерживая Советский Союз всю свою жизнь, она, как и многие другие левые интеллектуалы того времени, разочаровалась в Советском Союзе после заключения пакта Гитлера-Сталина 1939 года. Максим Либер служил её литературным агентом в 1933—1937 и в 1941 году.
Слесинджер умерла 21 февраля 1945 года от рака в Лос-Анджелесе (штат Калифорния, США) в возрасте 39-ти лет.

## Работы

### Книги
- «Бесхозный» / The Unpossessed (Simon & Schuster, 1934) роман, переиздан в 1993 и 2012 годах
- «Время: настоящее» / Time: the Present (Simon and Schuster, 1935) сборник рассказов
- «О том, что её второй муж узнал о своей первой любви, и другие истории» / On Being Told That Her Second Husband Has Taken His First Lover and Other Stories (Quadrangle Books, 1971) переиздан в 1975 и 1990 годах, переиздание «Время: настоящее» с дополнительным рассказом

### Сценарии
- 1936 — «Жена его брата[англ.]» / His Brother’s Wife
- 1937 — «Благословенная земля» / The Good Earth
- 1937 — «Невеста была в красном[англ.]» / The Bride Wore Red
- 1938 — «Школа для девочек[англ.]» / Girls' School
- 1940 — «Гордость и предубеждение» / Pride and Prejudice
- 1940 — «Танцуй, девочка, танцуй[англ.]» / Dance, Girl, Dance
- 1941 — «Памятный день[англ.]»
- 1942 — «Нужны ли мужья?[англ.]» / Are Husbands Necessary?
- 1945 — «Дерево растёт в Бруклине» / A Tree Grows in Brooklyn
- 1946 — «Клодия и Дэвид[англ.]» / Claudia and David

## Наследие
В романе Джеймса Т. Фаррелла «Сэм Холмен» 1983 года тонко завуалированные вымышленные портреты многих выдающихся нью-йоркских интеллектуалов; персонаж Фрэнсис Дунски основан на Слесинджер.